# Pithomyces pulvinatus
Pithomyces pulvinatus är en svampart som först beskrevs av Cooke & Massee, och fick sitt nu gällande namn av M.B. Ellis 1965. Pithomyces pulvinatus ingår i släktet Pithomyces och familjen Pleosporaceae.   Inga underarter finns listade i Catalogue of Life.